# Бискупска конференција
Бискупска конференција је скупштина католичких бискупа неког народа или одређеног подручја, који заједнички обављају неке пасторалне задатке за католичке вјернике свога подручја.
Бискупској конференцији припадају сви дијецезански бискупи тога подручја и они који су у праву с њима изједначени, исто тако бискупи коадјутори, помоћни бискупи и други титуларни бискупи који на истом подручју обављају посебан задатак који им је повјерила Света Столица или бискупска конференција. Могу се позвати и ординарији другог обреда, али тако да имају само савјетодавни глас, осим ако статут бискупске конференције не одређује другачије. Остали титуларни бискупи и папин изасланик нису чланови бискупске конференције.